# Liparocephalus tokunagai
Liparocephalus tokunagai är en skalbaggsart som beskrevs av Sakaguti 1944. Liparocephalus tokunagai ingår i släktet Liparocephalus och familjen kortvingar. Inga underarter finns listade i Catalogue of Life.